# Königreich Kroatien und Slawonien
Das Königreich Kroatien und Slawonien (kroatisch Kraljevina Hrvatska i Slavonija, ungarisch Horvát-Szlavón Királyság) war ab 1745 als Nebenland Ungarns ein autonomes Königreich innerhalb der Habsburgermonarchie und im Kaisertum Österreich (ab 1804). In der Österreichisch-Ungarischen Monarchie (1867–1918) gehörte es zum ungarischen Teil der Doppelmonarchie und umfasste Teile des heutigen Kroatiens und der Vojvodina im heutigen Serbien.
Es wurde auch als Dreieiniges Königreich Kroatien, Slawonien und Dalmatien (kroatisch Trojedna Kraljevina Hrvatska, Slavonija i Dalmacija) bezeichnet, denn das zunächst venezianische Dalmatien war zwar der Regierungspraxis nach ein Teil des Landes, wurde aber nominell auch nach der österreichischen Inbesitznahme im Jahr 1797 nicht mit den beiden anderen Territorien vereinigt. Die drei Gebiete wurden von 1767 bis 1777 als Königreich Illyrien bezeichnet und von einer „illyrischen“ Hofdeputation in Wien regiert.

## Geschichte
Das Königreich Kroatien und Slawonien wurde im Jahr 1745 von Maria Theresia, der Monarchin der Habsburgermonarchie, durch die Vereinigung der Königreiche Kroatien und Slawonien geschaffen. 
Nach dem Ende der napoleonischen Besetzung (→ Illyrische Provinzen) 1814 wurde Illyrien unter Kaiser Franz I. von Österreich umstrukturiert, und das nun offiziell Königreich Kroatien und Slawonien genannte Gebiet war von da an bis 1867 Kronland ebenso wie das neben ihm eigenständig bestehende Königreich Dalmatien.
1849 bis 1860 bestand das Kronland Serbische Wojwodina, das anschließend wie die aufgelöste ehemalige Militärgrenze zwischen Ungarn und Kroatien-Slawonien aufgeteilt wurde.
Nach dem Österreichisch-Ungarischen Ausgleich von 1867, mit dem die Länder der ungarischen Krone (Transleithanien) innenpolitisch von der Wiener Regierung unabhängig wurden, gestand man im gleichen Jahr mit dem Ungarisch-Kroatischen Ausgleich Kroatien-Slawonien innerhalb der ungarischen Krone größere Autonomie zu. Entgegen dem Wunsch der kroatischen Bevölkerungsmehrheit blieb jedoch eine formelle Vereinigung mit dem Königreich Dalmatien, das Teil der österreichischen Reichshälfte (Cisleithanien) blieb, weiterhin aus. Erlaubt wurden den beiden Kronländern lediglich eine gemeinsame Flagge und gemeinsame Symbole.
1872 und 1881 wurde die kroatisch-slawonische Militärgrenze aufgelöst, bei der weite Teile des Landes direkt vom Hofkriegsrat bzw. seinem Nachfolger, Kriegsministerium in Wien verwaltet worden waren.
Das Königreich bestand bis 1918, als es in das Königreich der Serben, Kroaten und Slowenen eingegliedert wurde. Nach der Ausrufung des Königreiches Jugoslawien im Jahre 1929 wurde ein Großteil des Gebiets Kroatien-Slawonien Bestandteil der Banschaft Save.

## Regionale Aufteilung

Das Königreich Kroatien-Slawonien und seine Komitate innerhalb der ungarischen Reichshälfte

Das Königreich Kroatien und Slawonien wurde in acht Verwaltungsregionen (Komitate) gegliedert.
- Bjelovar-Križevci (Bjelovar)
- Lika-Krbava (Gospić)
- Modruš-Rijeka (Ogulin)
- Požega (Požega)
- Syrmien (Vukovar)
- Varaždin (Varaždin)
- Virovitica (Osijek)
- Zagreb (Zagreb)

## Demografie
Die Bevölkerung gab bei den Volkszählungen als Muttersprache die folgenden Sprachen an:
|                 | 1880               | 1890               | 1900               | 1910               |
| --------------- | ------------------ | ------------------ | ------------------ | ------------------ |
| Kroatisch       | 1.712.353 (90,5 %) | 1.359.588 (62,2 %) | 1.490.672 (61,6 %) | 1.638.354 (62,5 %) |
| Serbisch        | 1.712.353 (90,5 %) | 562.131 (25,7 %)   | 614.443 (25,4 %)   | 644.955 (24,6 %)   |
| Deutsch         | 83.139 (4,4 %)     | 117.493 (5,4 %)    | 136.121 (5,6 %)    | 133.418 (5,1 %)    |
| Ungarisch       | 41.417 (2,2 %)     | 68.794 (3,2 %)     | 90.781 (3,8 %)     | 105.047 (4,0 %)    |
| Slowakisch      | 9.078 (0,5 %)      | 13.614 (0,6 %)     | 17.476 (0,7%)      | 21.613 (0,8 %)     |
| andere Sprachen | 46.512 (2,4 %)     | (2,9 %)            | (2,9 %)            | 79.296 (3,0 %)     |
| gesamt          | 1.892.499          | 2.184.414          | 2.416.304          | 2.621.954          |

N.B.: 1880 wurden Kroatisch und Serbisch zusammengefasst gezählt.
Die Religionsverhältnisse im Jahre 1900:
- römisch-katholisch: 1.721.416 (71,24 %)
- griechisch-katholisch: 12.871 (0,53 %)
- orthodox: 616.518 (25,51 %)
- evangelisch A.B.: 30.082 (1,24 %)
- evangelisch H.B.: 13.010 (0,54 %)
- israelitisch: 20.216 (0,84 %)

## Historische Literatur
- Erzherzog Rudolf: Die österreichisch-ungarische Monarchie in Wort und Bild. Band 24: Kroatien und Slawonien. k.k. Hof- und Staatsdruckerei, Wien 1902 (online).
- Ignaz de Luca: Illyrien: Das Königreich Slawonien und Das Königreich Kroatien. In: Geographisches Handbuch von dem Oestreichischen Staate. 4. Band  Ungern, Illyrien, und Siebenbürgen. Verlag J. V. Degen, Wien 1791, S. 427–440  (Google eBook) resp. 441–450 (ebd., beide vollständige Ansicht).